# Пыхтин, Владимир Игнатьевич
Владимир Игнатьевич Пыхтин (16 апреля 1955, Павлодар, Казахская ССР) — казахстанский государственный деятель. 

## Биография
Пыхтин Владимир Игнатьевич родился 16 апреля 1955 года в городе Павлодар.

### Образование
В 1983 году окончил Павлодарский индустриальный институт по специальности инженер-строитель.

### Трудовая деятельность
Трудовую деятельность начал в 1974 году монтажником, затем работал строительным мастером в СУ-202 Управления «Павлодарстройпуть» Минтрансстроя СССР. 
После службы в армии работал строительным мастером, прорабом, главным инженером, начальником строительно-монтажного поезда треста «Павлодартрансстрой».
В 1976 - 1987 годах - главный инженер, управляющий трестом «Павлодартрансстрой». 
В 1987 - 1992 rодах – генеральный директор АО «Трансстрой».
В 1992 - 1994 rодах - глава администрации города Павлодар.
С августа 1994 по апрель 1998 года - аким города Павлодар.
С 1998 года начальник НТУ ОАО «Корпорация «Трансстрой», член совета директоров ОАО «Научно-исследовательский институт транспортного строительства».
В 1998 по 2001 годах после переезда по работе в Москву работал начальником научно-технического управления.
В 2001 - 2007 годах - директор Казахстанского филиала ОАО Корпорация «Трансстрой».
С февраля 2007 года работал начальником управления проектных работ ЗАО «Инжиниринговая корпорация «Трансстрой». После переименования компании в марте 2007 года работал начальником Управления проектных работ ООО «Корпорация Инжтрансстрой».
Пыхтин Владимир Игнатьевич принимал непосредственное участие в строительстве железнодорожных вокзалов в Павлодаре и Экибастузе, угольных разрезов Восточный и Майкубень, развитии Экибастузского ТЭКа и других объектов.

## Награды
Удостоен наградами: Знак «Почетный транспортный строитель», «Серебряная медаль ВДНХ СССР», почетный знак «Трудовая доблесть. Россия». 